# Apistogramma macmasteri
Апістограма Макмастера  — вид риб родини цихлід підродини Geophaginae.
Вид був описаний Свеном Куландером (Sven O. Kullander) в 1979 році і названий на честь Марка Мак-Мастера, який звернув увагу Куландера на риб у 1973 році. Як і всі види роду апістограма, вважається карликовою ціхлідою.
Часто цей вид помилково називають Apistogramma ornatipinnis. Також його можна зустріти під однією з наступних назв:
- Apistogramma sp. «Canoga Park»
- Apistogramma sp. «Flame»  - «Полум'я»
- Apistogramma sp. «Meteor»  - «Метеор».

## Опис
Дорослі самці високотілі і досягають 8-9 см в довжину. Самиці, як і в інших апістограм, значно менші. В зрілості вони досягають приблизно 6 см.
Риби мають досить різноманітний окрас.

## Поширення
Територія розповсюдження цього виду дуже мала. Досі їх знаходили тільки в Колумбії, недалеко від підніжжя Анд біля міста Вільявісенсіо.
Тільки у цій області було знайдено рибу в районах з дуже низьким рівнем води. Мальки були знайдені в регіонах, де води було всього два сантиметри. Типовим в цьому середовищі є проживання серед опалого листя, між яким риба ховається.

## Розмноження
Риби віддають перевагу нереститись в печерах або під камінням на нижній стороні опалого листя. Самка доглядає за потомством, той час як самець захищає цей район.